# Polymorphus mohiuddini
Polymorphus mohiuddini es una especie de acantocéfalo del género Polymorphus, familia Polymorphidae. Fue descrita por Muti-ur-Rahman, Khan, Bilqees y Khatoon en 2008. Su posición taxonómica es discutida (incertae sedis).